# Giải vô địch bóng đá CONCACAF 1965
Giải vô địch bóng đá CONCACAF 1965 là Giải vô địch bóng đá CONCACAF lần thứ hai, diễn ra ở Guatemala từ 28 tháng 3 đến 11 tháng 4 năm 1965, giải đấu có 6 đội tuyển tham gia, thi đấu vòng tròn tính điểm để chọn ra nhà vô địch. Mexico giành chức vô địch đầu tiên sau khi vượt qua chủ nhà Guatemala ở lượt trận cuối.

## Vòng sơ loại
| Thứ hạng | Đội         | Điếm | Số trận | Thắng | Hòa | Thua | Bàn thắng | Bàn thua | Hiệu số |
| -------- | ----------- | ---- | ------- | ----- | --- | ---- | --------- | -------- | ------- |
| 1        | El Salvador | 4    | 2       | 2     | 0   | 0    | 7         | 1        | +6      |
| 2        | Nicaragua   | 2    | 2       | 1     | 0   | 1    | 2         | 4        | -2      |
| 3        | Honduras    | 0    | 2       | 0     | 0   | 2    | 1         | 5        | -4      |

| El Salvador                          | 4–0 | Nicaragua |
| ------------------------------------ | --- | --------- |
| González 49', 67', 84' · Barraza 63' |     |           |

| Nicaragua | 2–0 | Honduras |
| --------- | --- | -------- |
|           |     |          |

| El Salvador                      | 3–1 | Honduras |
| -------------------------------- | --- | -------- |
| Monge 33' · Méndez · Barraza 63' |     |          |

## Địa điểm
| Thành phố Guatemala       |
| ------------------------- |
| Sân vận động Mateo Flores |
| Sức chứa: 35.000          |
|                           |

## Vòng chung kết
| Thứ hạng | Đội                  | Điếm | Số trận | Thắng | Hòa | Thua | Bàn thắng | Bàn thua | Hiệu số |
| -------- | -------------------- | ---- | ------- | ----- | --- | ---- | --------- | -------- | ------- |
| 1        | México               | 9    | 5       | 4     | 1   | 0    | 13        | 2        | 11      |
| 2        | Guatemala            | 7    | 5       | 3     | 1   | 1    | 11        | 5        | 6       |
| 3        | Costa Rica           | 6    | 5       | 2     | 2   | 1    | 11        | 4        | 7       |
| 4        | El Salvador          | 5    | 5       | 2     | 1   | 2    | 7         | 9        | -2      |
| 5        | Antille thuộc Hà Lan | 2    | 5       | 0     | 2   | 3    | 4         | 16       | -12     |
| 6        | Haiti                | 1    | 5       | 0     | 1   | 4    | 3         | 13       | -10     |

| Guatemala | 0–0 | Costa Rica |
| --------- | --- | ---------- |
|           |     |            |

| México | 2–0 | El Salvador |
| ------ | --- | ----------- |
|        |     |             |

| Antille thuộc Hà Lan | 1–1 | Haiti |
| -------------------- | --- | ----- |
|                      |     |       |

| Costa Rica | 1–2 | El Salvador        |
| ---------- | --- | ------------------ |
|            |     | 44', 60' Rodríguez |

| Guatemala | 3–0 | Haiti |
| --------- | --- | ----- |
|           |     |       |

| México | 5–0 | Antille thuộc Hà Lan |
| ------ | --- | -------------------- |
|        |     |                      |

| Costa Rica | 6–0 | Antille thuộc Hà Lan |
| ---------- | --- | -------------------- |
|            |     |                      |

| Guatemala | 4–1 | El Salvador |
| --------- | --- | ----------- |
|           |     | 58' Méndez  |

| México | 3–0 | Haiti |
| ------ | --- | ----- |
|        |     |       |

| El Salvador                             | 3–1 | Haiti |
| --------------------------------------- | --- | ----- |
| Méndez 34' · Barraza 49' · González 79' |     |       |

| Guatemala | 3–2 | Antille thuộc Hà Lan |
| --------- | --- | -------------------- |
|           |     |                      |

| México | 1–1 | Costa Rica |
| ------ | --- | ---------- |
|        |     |            |

| Costa Rica | 3–1 | Haiti |
| ---------- | --- | ----- |
|            |     |       |

| El Salvador  | 1–1 | Antille thuộc Hà Lan |
| ------------ | --- | -------------------- |
| Hernández 8' |     |                      |

| Guatemala       | 1–2 | México                     |
| --------------- | --- | -------------------------- |
| Jorge Roldán 7' |     | Cisneros 24' · Fragoso 35' |

### Vô địch
| Vô địch Cúp Vàng CONCACAF 1965 Mexico Lần thứ nhất |